# Coming Back to Life
Pistes de l'album
The Division Bell
Take It Back Keep Talking
Coming Back to Life est une chanson du groupe rock progressif britannique Pink Floyd, composée et écrite par David Gilmour. C'est le huitième titre de l'album The Division Bell, en 1994. 

## Genèse
Chanson composée et écrite par David Gilmour. Les paroles sont d'une grande tristesse. Le personnage reproche à la personne qu'il a aimé de ne pas l'avoir aidé quand il le fallait. 
Gilmour chante «I knew the moment had arrived, for killing the past and coming back to life» (Je savais que le moment était arrivé, de tuer le passé et de revenir à la vie). On peut penser à la vie personnelle de David qui s'est divorcé de Ginger et du début de sa relation avec Polly.

## Réalisation
La chanson débute avec un solo d'environ 1minute sur la Red Strat de Gilmour. Son jeu est très bluesy et est exécuté à la perfection. Les notes sont planantes et retentit dans l'espace. Ses paroles qui suit le solo vont dans le même mood planant. Les nappes de synthétiseurs de Wright ne fait qu'ajouter une couche méditative à a chanson. Dans les paroles, Gilmour exprime sa douleur personnelle. 
La chanson prend une tout autre forme lorsqu'une boîte à rythme fait son apparition laissant plusieurs fans amères. 
Ensuite, Gilmour s'installe pour un deuxième solo plus rock avant de revenir au deuxième couplet où les paroles deviennent un peu plus optimiste face au futur.

## Parution
Elle apparait aussi sur P·U·L·S·E en 1995 de Pink Floyd, David Gilmour in Concert en 2002 et sur Live at Pompeii en 2017 aussi de Gilmour.

## Enregistrement
Britannia Row: Janvier 1993
Astoria: Février-Mai 1993 Septembre-Décembre 1993
Metropolis Studios: Septembre-Décembre 1993
The Creek Recording Studios: Septembre-Décembre 1993

## Personnel
- David Gilmour - chant, guitare
- Richard Wright - Orgue Hammond, Synthétiseur Kurzweil
- Nick Mason - batterie, percussions

## Personnel additionnel
- Guy Pratt - basse

## Liens
- Site officiel de Pink Floyd
- Site officiel de David Gilmour